# Stypommisa jaculator
Stypommisa jaculator är en tvåvingeart som först beskrevs av David Fairchild 1942. Stypommisa jaculator ingår i släktet Stypommisa och familjen bromsar.
Artens utbredningsområde är Panama. Inga underarter finns listade i Catalogue of Life.